# 王建国 (建筑学家)
王建国（1957年7月23日—），出生于江苏常州，中国建筑学家，东南大学教授，现任东南大学城市设计研究中心主任。1989年获东南大学博士学位。2015年当选为中国工程院院士。